# Zafer Demiray
Zafer Demiray (* 19. Oktober 1976 in Berlin) ist ein türkischer Fußballspieler.

## Karriere
Zafer Demiray begann seine Karriere in der Türkei bei Antalyaspor. Bereits in seinem ersten Jahr spielte er als Stammspieler für die Rot-Weißen. Er erreichte mit der Mannschaft in der Saison 1999/2000 das Finale im türkischen Pokal. Die Mannschaft verlor damals das Endspiel gegen Galatasaray Istanbul mit 5:3. Er weckte bereits in seiner ersten Saison in der Türkei das Interesse der großen Klubs und wechselte zur Saison 2000/01 zu Trabzonspor.
Bei Trabzonspor spielte er zwei Jahre und entwickelte sich zu einem wichtigen Spieler. Beşiktaş Istanbul verpflichtete ihn in der Saison 2002/03, jedoch konnte Zafer Demiray dort sich nicht durchsetzen und kam nur einmal zum Einsatz. Am Ende der Saison wurde er mit Beşiktaş türkischer Meister. Er verließ den Klub und wechselte zu Çaykur Rizespor. Für Rizespor spielte er zwei Spielzeiten. Es folgten danach kurze Aufenthalte bei: Manisaspor, Kayseri Erciyesspor, Bursaspor und Malatyaspor. 
Seit dieser Saison spielte er in der Bank Asya 1. Lig für Karşıyaka SK.